# Thomas Spitzer

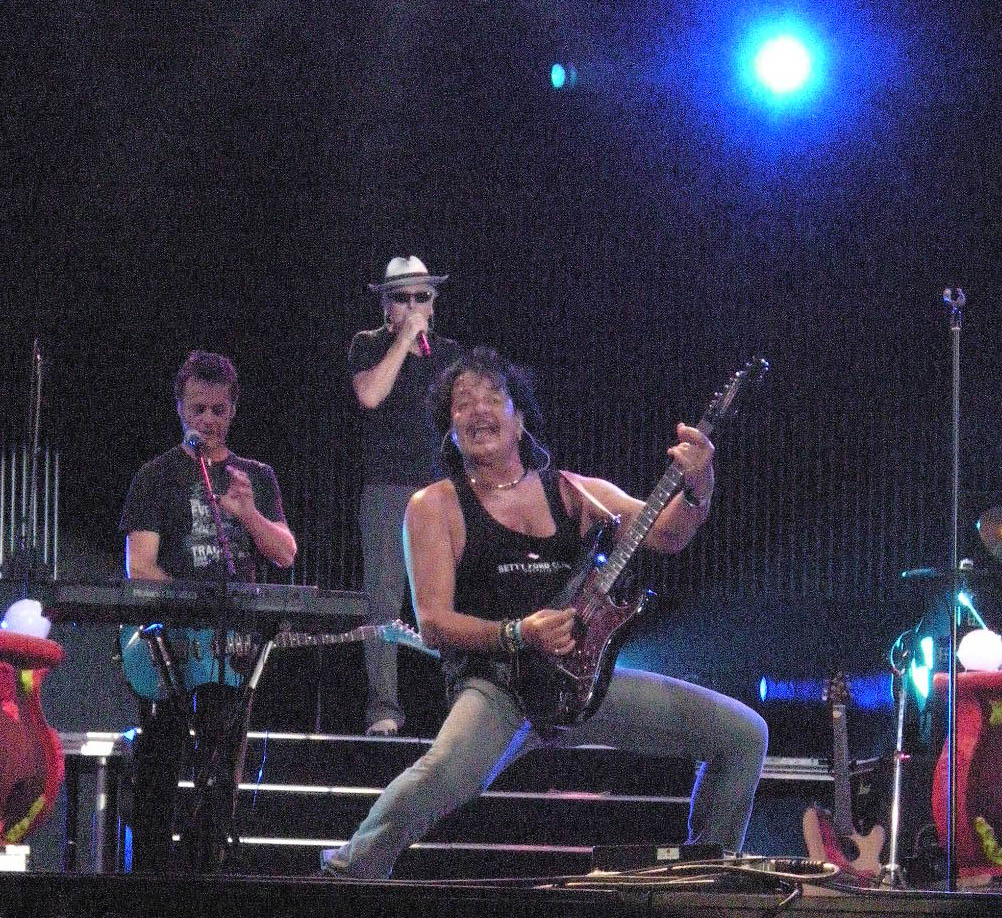
Thomas Spitzer (de voorste man met de gitaar) bij een optreden van EAV in 2008

Thomas Spitzer (* Graz, 6 april 1953) is een Oostenrijkse zanger, gitarist en tekstschrijver. Hij is de oprichter van de band Erste Allgemeine Verunsicherung, waar hij nagenoeg alle songteksten, albumcovers en illustraties voor heeft gemaakt.

## Biografie
Spitzer begon zijn muzikale carrière in de alternatieve-rockband "Mephisto", waarin hij samen speelde met Gert Steinbäcker. In april 1977 werd hij gitarist bij de band "Antipasta", die kort daarna werd opgeheven. Vervolgens richtte Spitzer samen met enkele collega's de veel succesvollere band Erste Allgemeine Verunsicherung op.
Aan de kunstacademie van Graz had Spitzer eerst grafiek gestudeerd. Zijn oorspronkelijke ambitie was schilder te worden. In het kader van zijn afstuderen ontwierp hij in 1980 onder andere de kostuums en het decor voor het EAV-album Café Passé, hetgeen hem zijn diploma als graficus opleverde. In 2008 deed hij voor het eerst geheel buiten het kader van EAV mee aan een grafisch project.
Thomas Spitzer heeft een dochter. Sinds 1992 verblijft hij enkele maanden per jaar in Kenia en de rest van de tijd woont hij in Feldbach.

## Teksten
Spitzers teksten zijn vooral bekend vanwege het het hoge rijmgehalte en het vaak humoristische karakter, waarin tegelijkertijd scherpe kritiek op allerlei aspecten van de maatschappij zoals de politiek en de kerk wordt geleverd. Behalve voor zijn eigen band schreef Spitzer ook teksten voor andere artiesten, zoals Udo Jürgens en Carl Peyer. Hij schrijft bewust niet in het standaardduits maar in het Oostenrijks Duits, hetgeen de teksten soms moeilijk te begrijpen maakt.